# Altlitauisch
Das Altlitauische bezeichnet eine historische Sprachperiode bzw. -stufe der ostbaltischen Sprache Litauisch, welche zur indogermanischen Sprachfamilie zählt.
Gesprochen wurde Altlitauisch von Angehörigen des litauischen Volkes im 15. und 16. Jahrhundert.